# Rui Alberto Faria da Costa
Rui Alberto Faria da Costa (Póvoa de Varzim, 5 ottobre 1986) è un ciclista su strada portoghese che corre per il team EF Education-EasyPost. Professionista dal 2007, campione del mondo in linea nel 2013 a Firenze, in carriera si è aggiudicato anche tre Tour de Suisse consecutivi, dal 2012 al 2014, un Grand Prix Cycliste de Montréal, tre tappe al Tour de France e una alla Vuelta a España.

## Carriera

### 2007-2008: Benfica
Cominciò la propria carriera professionistica nel 2007 presso la formazione portoghese del Benfica, squadra con licenza UCI Continental. Nello stesso anno partecipò al Giro delle Regioni, corsa italiana riservata alla categoria Under-23, ottenendo il primo posto nella classifica generale.
Nel 2008 partecipò nuovamente al Giro delle Regioni, aggiudicandosi la sua prima vittoria di tappa in questa manifestazione, oltre al secondo posto nella classifica generale. Anche alla Coupe des Nations Ville de Saguenay, in Canada – anch'essa gara della Coppa delle Nazioni U23 UCI – ottenne una vittoria di tappa ed il secondo posto nella generale; si piazzò quindi secondo pure al Tour de l'Avenir, una delle corse a tappe di maggior rilievo nel calendario Under-23.
Nello stesso anno partecipò anche ai campionati del mondo su strada di Varese, conseguendo due piazzamenti nelle gare della categoria Under-23, il quinto posto nella gara in linea e l'ottavo in quella a cronometro. Visti i risultati per la stagione 2009 venne messo sotto contratto dalla Caisse d'Epargne, squadra ProTour spagnola diretta da Eusebio Unzué.

### 2009-2010: Caisse d'Epargne
Nel maggio 2009, dopo essere approdato alla nuova formazione, partecipò alla Quatre Jours de Dunkerque facendo sue sia la classifica generale, sia la classifica dei giovani. Concluse secondo al Campionato nazionale portoghese in linea, poi in luglio fu per la prima volta al via in un Grande Giro, il Tour de France, che però non portò a termine (non partito nella dodicesima tappa). In ottobre, infine, ottenne un successo di tappa ed il terzo posto nella graduatoria generale alla Vuelta a Chihuahua.
All'inizio della stagione 2010 vinse il Trofeo Deià, prova del Challenge de Mallorca (in quell'occasione batté in volata il compagno di squadra Joan Horrach) e si classificò sesto alla Volta ao Algarve. Fu poi secondo alla Quatre Jours de Dunkerque – sua pure la maglia bianca di miglior giovane – mentre in giugno conquistò l'ottava tappa del Tour de Suisse, imponendosi in solitaria dopo essere stato parte di una fuga composta da nove corridori.
Ai campionati portoghesi ottenne la vittoria nella prova a cronometro, poi prese parte al Tour de France: qui concluse al 73º posto, tuttavia si mise in evidenza con due fughe durante la dodicesima e la sedicesima tappa, entrambe frazioni di montagna.
Nel mese di ottobre lui e suo fratello Mario furono trovati positivi alla dimetilamilamina in un test antidoping svoltosi nel corso del campionato nazionale a cronometro. Inizialmente si ipotizzava una squalifica, ma l'Agenzia mondiale anti-doping decise che la sostanza scoperta poteva essere assunta in piccole quantità, restituendo ai fratelli il permesso di partecipare a competizioni agonistiche.

### 2011-2013: Movistar

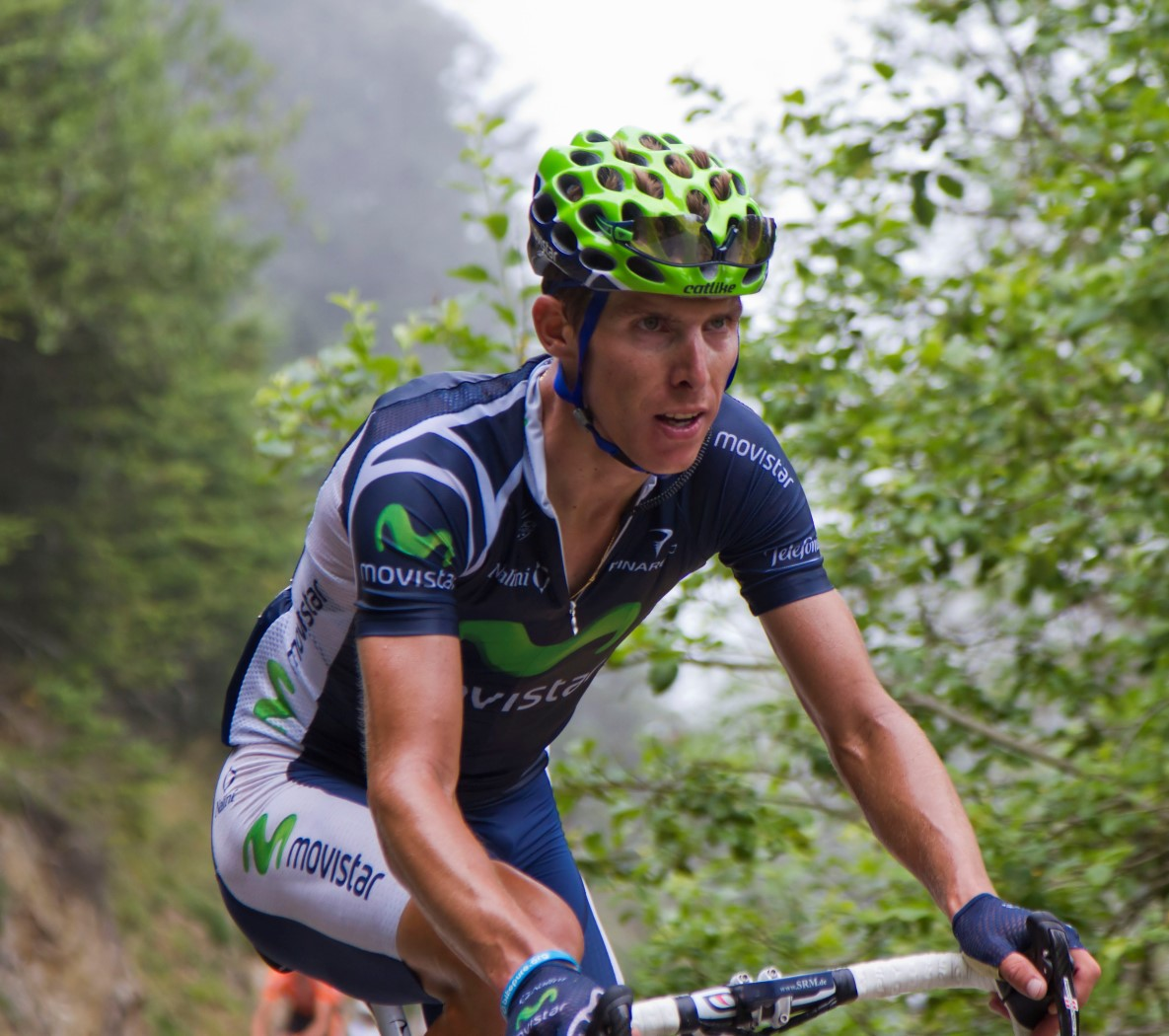
Alberto Rui Costa in azione Tour de France 2012.

Dopo essersi ritrovato senza squadra per alcuni mesi, nel marzo 2011 Rui Costa poté firmare un nuovo contratto di tre anni con il sodalizio di Unzué, divenuto, per motivi di sponsorizzazione, Movistar Team.
Il primo successo stagionale arrivò in maggio alla Vuelta a la Comunidad de Madrid: qui Rui Costa, dopo essersi piazzato secondo in due tappe, fece sua la classifica generale precedendo Javier Moreno e Jonathan Castroviejo. Due mesi dopo il portoghese conquistò il suo primo successo di tappa al Tour de France aggiudicandosi la frazione con arrivo a Super-Besse Sancy; in settembre fece quindi suo il Grand Prix Cycliste de Montréal, competizione canadese inserita nel calendario dell'UCI World Tour 2011.
Il 2012 è un altro anno positivo, Rui Costa vince il Giro di Svizzera, importante corsa di preparazione al Tour de France. Nel 2013 coglie il primo successo il 7 aprile, al Gran Premio Primavera, corso in Spagna. Bissa in seguito il successo dell'anno precedente in suolo elvetico, impreziosendo il secondo trionfo al Giro di Svizzera con la conquista di due tappe. Dà poi ottima prova di sé anche al Tour de France subito seguente, dove si impone in due frazioni con azioni da lontano, e consacra successivamente la sua grande annata conquistando, il 29 settembre 2013, la medaglia d'oro nella prova in linea ai campionati del mondo di Firenze, regolando in volata gli spagnoli Joaquim Rodríguez e Alejandro Valverde.

### Dal 2014: Lampre-Merida/UAE Emirates
Dopo aver già firmato nell'agosto 2013, nella stagione 2014 fa il debutto con la sua nuova squadra, l'italiana Lampre-Merida. In febbraio si piazza terzo e vince la classifica a punti della Volta ao Algarve, in marzo è secondo per soli 14" alla Parigi-Nizza e in maggio terzo al Giro di Romandia, mentre in giugno vince per la terza volta consecutiva il Giro di Svizzera, record per la competizione, grazie al successo nell'ultima decisiva tappa a Saas-Fee. Chiude l'annata con il terzo posto al Giro di Lombardia e il quarto al Tour of Beijing.
L'anno dopo ottiene diversi piazzamenti in gare in linea e brevi corse a tappe World Tour: è quarto alla Parigi-Nizza, settimo al Giro dei Paesi Baschi, quarto sia all'Amstel Gold Race che alla Liegi-Bastogne-Liegi, terzo al Critérium du Dauphiné e al Grand Prix de Montréal. Oltre ai piazzamenti ottiene la vittoria di tappa a Villard-de-Lans durante il Critérium du Dauphiné, e il titolo nazionale in linea, il primo per lui da Elite. Nel 2016 non mette a referto vittorie, ma si riconferma ancora specialista delle brevi corse a tappe, concludendo quinto al Tour of Oman, decimo alla Parigi-Nizza, settimo al Giro dei Paesi Baschi, sesto al Giro di Romandia e settimo al Giro di Svizzera. Spicca in stagione anche il terzo gradino del podio alla Liegi-Bastogne-Liegi.
Dal gennaio 2017 Lampre e Merida abbandonano la sponsorizzazione del gruppo gestito da Saronni, che diventa quindi UAE Abu Dhabi, e poi UAE Team Emirates, grazie al sostegno di sponsor dagli Emirati Arabi Uniti. Rui Costa esordisce con la nuova maglia in gennaio, alla Vuelta a San Juan, vincendo la tappa regina, con arrivo in salita di Alto Colorado, e concludendo al quinto posto nella generale. Successivamente si piazza secondo al Tour of Oman, alle spalle di Ben Hermans, e vince la classifica finale dell'Abu Dhabi Tour, la "corsa di casa" della sua squadra, imponendosi nell'arrivo in salita di Jebel Hafeet davanti a Il'nur Zakarin.

## Palmarès
- 2005 (Under 23, una vittoria)

Troféu E. Leclerc
- 2006 (Under 23, una vittoria)

Prova de Abertura Equipes de Clubes
- 2007 (Benfica, quattro vittorie)

Classifica generale Giro delle Regioni
1ª tappa, 2ª semitappa Volta à Madeira (Camacha)
5ª tappa, 1ª semitappa Volta à Madeira (Calheta)
Classifica generale Volta à Madeira
- 2008 (Benfica, tre vittorie)

4ª tappa Giro delle Regioni (San Elipidio al Mare > Cingoli)
4ª tappa Coupe des Nations Ville de Saguenay
4ª tappa Volta a Portugal do Futuro (Anisão > Condeixa-a-Nova)
- 2009 (Caisse d'Epargne, tre vittorie)

Classifica generale Quatre Jours de Dunkerque
Classifica generale Grande Prémio Crédito Agrícola da Costa Azul
3ª tappa Vuelta a Chihuahua (Creel > Guachochi)
- 2010 (Caisse d'Epargne, tre vittorie)

Trofeo Deià
8ª tappa Tour de Suisse (Wetzikon > Liestal)
Campionati portoghesi, Prova a cronometro
- 2011 (Movistar Team, tre vittorie)

Classifica generale Vuelta a la Comunidad de Madrid
8ª tappa Tour de France (Aigurande > Super-Besse Sancy)
Grand Prix Cycliste de Montréal
- 2012 (Movistar Team, due vittorie)

2ª tappa Tour de Suisse (Verbania > Verbier)
Classifica generale Tour de Suisse
- 2013 (Movistar Team, otto vittorie)

Gran Premio Primavera
7ª tappa Tour de Suisse (Meilen > La Punt Chamues-ch)
9ª tappa Tour de Suisse (Bad Ragaz > Flumserberg)
Classifica generale Tour de Suisse
Campionati portoghesi, Prova a cronometro
16ª tappa Tour de France (Vaison-la-Romaine > Gap)
19ª tappa Tour de France (Bourg-d'Oisans > Le Grand-Bornand)
Campionati del mondo, Prova in linea
- 2014 (Lampre-Merida, due vittorie)

9ª tappa Tour de Suisse (Martigny > Saas-Fee)
Classifica generale Tour de Suisse
- 2015 (Lampre-Merida, due vittorie)

6ª tappa Critérium du Dauphiné (Saint-Bonnet-en-Champsaur > Villard-de-Lans)
Campionati portoghesi, Prova in linea
- 2017 (UAE Team Emirates, tre vittorie)

5ª tappa Vuelta a San Juan (Chimbas > Alto Colorado)
3ª tappa Abu Dhabi Tour (al-'Ayn/Hazza Bin Zayed Stadium > Jebel Hafeet)
Classifica generale Abu Dhabi Tour
- 2020 (UAE Team Emirates, due vittorie)

1ª tappa Saudi Tour (Riad > Jaww)
Campionati portoghesi, Prova in linea
- 2023 (Intermarché-Circus-Wanty, cinque vittorie)

Trofeo Calvià
5ª tappa Volta a la Comunitat Valenciana (Paterna > Valencia)
Classifica generale Volta a la Comunitat Valenciana
15ª tappa Vuelta a España (Pamplona > Lekunberri)
Japan Cup
- 2024 (EF Education-EasyPost, una vittoria)

Campionati portoghesi, Prova in linea

### Altri successi
- 2009 (Caisse d'Epargne)

Classifica giovani Quatre Jours de Dunkerque
Classifica scalatori Vuelta a Chihuahua
- 2010 (Caisse d'Epargne)

Classifica giovani Quatre Jours de Dunkerque
- 2011 (Movistar Team)

Classifica a punti Vuelta a la Comunidad de Madrid
- 2014 (Lampre-Merida)

Classifica a punti Volta ao Algarve

## Piazzamenti

### Grandi Giri
- Giro d'Italia

2017: 27º
2022: 44°
- Tour de France

2009: non partito (12ª tappa)
2010: 70º
2011: 90º
2012: 18º
2013: 27º
2014: non partito (16ª tappa)
2015: ritirato (11ª tappa)
2016: 49º
2019: 53º
2021: 77º
2023: 67º
2024: 68º
- Vuelta a España

2017: 43º
2020: 44º
2023: 41º
2024: ritirato (5ª tappa)

### Classiche monumento
- Milano-Sanremo

2009: 78º
2010: 49º
2012: 51º
2015: ritirato
- Giro delle Fiandre

2009: 113º
2010: ritirato
- Parigi-Roubaix

2009: 58º
2010: ritirato
- Liegi-Bastogne-Liegi

2009: ritirato
2011: ritirato
2012: 17º
2013: 9º
2014: ritirato
2015: 4º
2016: 3º
2017: 14º
2018: 22º
2019: ritirato
2020: 40º
2021: 63º
2023: 31º
- Giro di Lombardia

2009: 25º
2011: 25º
2012: 38º
2013: 38º
2014: 3º
2015: 46º
2016: 15º
2017: 54º
2018: 38º
2019: ritirato
2023: 13º
2024: ritirato

### Competizioni mondiali
- Campionati del mondo

Hamilton 2003 - In linea Juniores: 54º
Verona 2004 - In linea Juniores: 67º
Stoccarda 2007 - Cronometro Under-23: 26º
Stoccarda 2007 - In linea Under-23: 15º
Varese 2008 - Cronometro Under-23: 8º
Varese 2008 - In linea Under-23: 5º
Mendrisio 2009 - In linea Elite: 69º
Copenaghen 2011 - Cronometro Elite: 49º
Copenaghen 2011 - In linea Elite: 15º
Valkenburg 2012 - In linea Elite: 11º
Toscana 2013 - Cronosquadre Elite: 10°
Toscana 2013 - In linea Elite: vincitore
Ponferrada 2014 - In linea Elite: 23º
Richmond 2015 - Cronosquadre Elite: 15º
Richmond 2015 - In linea Elite: 9º
Bergen 2017 - Cronometro Elite: 33º
Bergen 2017 - In linea Elite: 19º
Innsbruck 2018 - In linea Elite: 10º
Yorkshire 2019 - In linea Elite: 10º
Imola 2020 - In linea Elite: 26º
Zurigo 2024 - In linea Elite: 42º
- Giochi olimpici

Londra 2012 - In linea: 13º
Rio de Janeiro 2016 - In linea: 10º
Parigi 2024 - Cronometro: 25º
Parigi 2024 - In linea: 46º

### Competizioni europee
- Campionati europei

Valkenburg 2006 - Cronometro Under-23: 31º
Valkenburg 2006 - In linea Under-23: 30º
Plumelec 2016 - In linea Elite: 6º
Glasgow 2018 - In linea Elite: ritirato
Plouay 2020 - Cronometro Elite: 11º
Plouay 2020 - In linea Elite: 29º
Trento 2021 - In linea Elite: 18º